# Турецкая историческая организация
Турецкая историческая организация (тур. Türk Tarih Kurumu) — общественная организация при Правительстве Турецкой Республики, основанная с целью работы по изучению истории Турции и турецкого народа.

## Сведения
Турецкое историческое общество образовано 15 апреля 1931 года М. К. Ататюрком, первоначальное название — Türk Tarihi Tetkik Cemiyeti (Турецкое общество исторических исследований).
Турецкое историческое общество занимается историческими исследованиями и выпускает регулярную литературу (Belleten).
Головной офис находится в Анкаре.